# The Light Is Coming
«The Light Is Coming» (estilizado en minúscula como  the light is coming) - en español, la luz está llegando - es una canción grabada por la cantante y compositora estadounidense Ariana Grande en colaboración con la rapera trinitense Nicki Minaj. La canción fue lanzada el 20 de junio de 2018 como el primer sencillo promocional del cuarto álbum de estudio de Grande, Sweetener (2018) junto al prelanzamiento de éste. La canción cuenta con la producción del cantante estadounidense Pharrell Williams. Esta es la quinta colaboración entre estas dos artistas tras Bang Bang (2014), Get On Your Knees (2014), Side to Side (2016) y Bed (2018) y la cuarta que consigue ser sencillo o sencillo promocional.

## Antecedentes
El 20 de abril de 2018, Grande lanzó "No Tears Left to Cry" como el primer sencillo del álbum Sweetener (2018). Con el fin de promocionar dicho tema, Grande acudió al programa de entrevistas presentado por Jimmy Fallon el 1 de mayo de 2018 donde desveló el título de tres canciones incluidas en su nuevo álbum, "The Light Is Coming", "Raindrops" y "God Is a Woman". Seis días más tarde, la cantante reveló mediante Twitter que el siguiente tema a ser lanzado sería "The Light is Coming". El 20 de mayo de 2018, Grande abrió los Billboard Music Awards con el primer sencillo del álbum. Al final de su actuación, se proyectó el título "The Light Is Coming". El 27 de mayo de 2018, ella ofreció un teaser de 21 segundos de la canción "The Light Is Coming". El 2 de junio de 2018, Grande cantó parte de la canción en el festival Wango Tango donde anunció que dicho tema sería lanzado el 20 de junio de 2018, junto con la preventa de Sweetener.

## Composición y letra
«The Light Is Coming» tiene una duración total de tres minutos y cuarenta y ocho segundos. Tiene influencias de techno y disco, y su ritmo fue sacado de la canción Lemon de la banda N.E.R.D y producido por el mismo líder de N.E.R.D, Pharrell Williams. Tiene un sonido único que está respaldado por la voz surrealista de Grande, cantando: "La luz viene para recuperar todo lo que la oscuridad robó". La canción contiene un "ritmo nervioso" que se usa con una batería rápida y sintetizador. La canción contiene un clip del canal de noticias estadounidense CNN donde un hombre que está gritando al exsenador Arlen Specter en una reunión del ayuntamiento sobre el control de armas en Pensylvania en 2009: "¡No dejarías que nadie hablara ahora!", originalmente "You wouldn't let anybody speak and instead!".
En una entrevista con la revista The Fader, Grande reveló que audicionó a un total de ocho raperos para que interpretaran los versos que finalmente rapeó Nicki Minaj. El 25 de junio de 2018 Grande utilizó Twitter para revelar que "The Light Is Coming" trata sobre "las personas y sus ruidosas opiniones que ensordecen a los demás."

## Video musical
El 4 de junio de 2018 Grande confirmó vía Twitter que el vídeo musical de "The Light is Coming" ya había sido filmado. El 19 de junio la cantante compartió en sus redes sociales un adelanto del videoclip de tan solo cinco segundos. El vídeo, dirigido por Dave Meyers, fue estrenado en su totalidad el 20 de junio de 2018 en la página web de Reebok. El 21 de junio se estrenó en plataformas de vídeos en streaming como YouTube.

## Presentaciones en vivo
El 2 de junio Grande presentó un adelanto de dos minutos de duración en el festival Wango Tango en la ciudad de Los Ángeles. El 11 de julio, Grande volvió a interpretar "The Light Is Coming" esta ven en el Unboxing Prime Day Event organizado por Amazon en la ciudad de Nueva York.

## Posicionamiento en listas
| Listas (2018)                          | Máxima posición |
| -------------------------------------- | --------------- |
| Argentina (Los 40)[cita requerida]     | 9               |
| Australia (ARIA)                       | 60              |
| Canadá (Canadian Hot 100)              | 63              |
| Escocia (Scottish Singles Sales Chart) | 22              |
| Estados Unidos (Billboard Hot 100)     | 89              |
| Hungría (Single Top 40)                | 24              |
| Irlanda (IRMA)                         | 78              |
| Nueva Zelanda (RMNZ Heatseekers)       | 2               |
| Países Bajos (Mega Single Top 100)     | 81              |
| Reino Unido (UK Singles Chart)         | 86              |